# Drunken Butterfly
„Drunken Butterfly“ je čtvrtý a poslední singl americké rockové skupiny Sonic Youth k albu Dirty. Byl vydán v roce 1993 pod vydavatelstvím Geffen. Režie videoklipu ke stejnojmenné písni se ujal Steven Helweg.

## Seznam skladeb
1. "Drunken Butterfly" (LP verze) - 3:03
2. "Stalker" - 2:59
3. "Tamra" - 8:53